# تشم مرداس (الريف الشرقي)
تشم مرداس (بالفارسية: چم مرداس) هي منطقة سكنية تقع في إيران في قسم الريف الشرقي الريفي. يقدر عدد سكانها بـ 87 نسمة بحسب إحصاء 2016.